# Günter Raphael

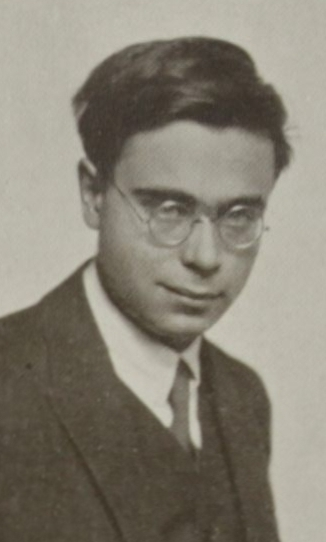
Günter Raphael (1903–1960), německý skladatel a pedagog.

Günter Raphael (30. dubna 1903, Berlín – 19. října 1960, Herford) byl německý hudební skladatel.

## Život a činnost
Günther Raphael se narodil v Berlíně roku 1903. Byl vnukem skladatele Alberta Beckera.
Premiéru jeho první symfonie v roce 1926 v Lipsku provedl Wilhelm Furtwängler.
V letech 1926 až 1934 Raphael vyučoval v Lipsku, jeho situaci však silně komplikovala nemoc a vzestup fašismu v Německu, neboť byl prohlášen za polovičního Žida. Mezi jeho žáky patřil Kurt Hessenberg.
Za svou nacistickou perzekuci v nemoci mu byla v roce 1948 udělena Cena Franze Liszta.

## Tvorba
Mezi jeho skladby patří pět symfonií, koncerty pro housle a varhany, šest smyčcových kvartet, četná sóla a dua pro smyčce a dechové nástroje s klavírem i bez něj, z nichž některé byly nahrány. Raphael také skládal varhanní, klavírní a sborová díla.
Byl autorem úpravy a koncertní verze prakticky neznámého 1. violoncellového koncertu A dur Antonína Dvořáka z roku 1865, když byla v roce 1918 objevena jeho partitura. 
Byl také redaktorem klasicistních a barokních partitur pro hudební nakladatelství Breitkopf a Härtel a připravoval například vydání sonát pro flétnu od císaře Fridricha II., děl Antonia Vivaldiho a Johanna Sebastiana Bacha (některé z nich jsou uchovávány v knihovně Cornellovy univerzity).